# Pierre Zaccone
Pour les articles homonymes, voir Zaccone.
Pierre Zaccone, né à Douai le 2 avril 1818 et mort à Morlaix le 21 avril 1895, est un romancier populaire français.

## Biographie
Il a possédé un château qui porte son nom à Locquirec.
Il est l'auteur de romans-feuilletons, parmi lesquels plusieurs romans policiers. Il écrivit en collaboration quelques drames (avec Paul Féval, notamment), dont l'un est tiré d'un de ses romans, Les Nuits du boulevard, en 1880. Une grande partie de son œuvre, après 1870, est parue chez Édouard Dentu.
Il eut un rôle important dans l'organisation de la Société des gens de lettres, de 1866 à 1885 et sera notamment président de celle-ci pour l'année 1873:18.

## Dates de naissance et de décès
Une erreur persistante, due à une mauvaise retranscription dans une notice biographique le fait naître en général en 1817. Or, selon les actes d'état civil de la mairie de Douai et son dossier personnel conservé dans les Archives de la Société des gens de lettres, il est bien né le 2 avril 1818:7. De la même manière, sa date de décès n'est pas le 12 avril 1895 mais le 21 avril.

## Œuvres

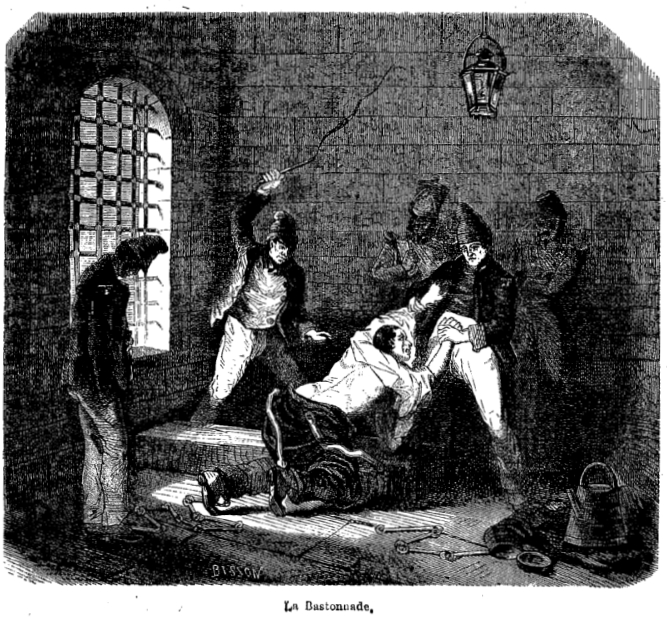
Bastonnade, illustration du sort des bagnards par Zaccone.

- Époque historique de la Bretagne (1845)
- Sous le masque (1845)
- Histoire des sociétés secrètes, politiques et religieuses (1847)
- Les Ouvriers de Paris et les ouvriers de Londres, avec Paul Féval (2 volumes, 1850)
- Marguerite et Béatrix (1851), en collaboration avec Émile Souvestre
- Le Dernier Rendez-vous (1851)
- Les Travailleurs au Moyen Âge (1851)
- Éric le Mendiant (1853)
- Le Clan breton (1853)
- Le Roi de la Bazoche (2 volumes, 1853)
- Le Drame des catacombes (1854)
- Le Vieux Paris (Adolphe Delahays, 1855)
- Les Ouvriers de l'avenir (1856)
- Le Fils du ciel, roman chinois (1857)
- L'Orphelin du temple (1859)
- Les Zouaves (1859)
- Les Mystères de la Chine (1860)
- La Bohémienne (1860)
- « Le Vannier de Taulé », La Presse littéraire. Échos de la littérature, des sciences et des arts, n° du 5 septembre 1860, lire en ligne sur Gallica
- Une banqueroute frauduleuse (1861)
- Les illuminés" (1862)
- Les Mystères de Bicêtre (1864)
- Une haine au bagne (Victor Bunel éditeur, 1863)
- Les Plaisirs du Roi (1866)
- Un condamné à mort (1866)
- Un fils de forçat (1866)
- « Jean Longues Jambes », La Sylphide, n° du 20 juillet 1867, lire en ligne sur Gallica ; n° du 20 octobre 1867, lire en ligne sur Gallica.
- La Poste Anecdotique et Pittoresque (Librairie Achille Faure, Paris, 1869)
- Histoire des drames de police (1869)
- Les Drames de l'Internationale (2 volumes - Dentu, 1872)
- Un drame sur les pontons (J. Brouillet, 1872)
- La Lanterne rouge (1872), réédition 2014, Les Moutons électriques éditeurs, préface d'Alexandre Mare.
- La Cellule no 7 (Dentu, 1874)
- Les Misérables de Londres (1874)
- Les Gueux (1874)
- Mémoires d'un commissaire de police (Dentu, 1875)
- Les Marchands d'or (1876)
- Histoire des bagnes (1876)
- L'Homme des foules (Dentu, 1877)
- Les Aventuriers de Paris (Dentu, 1877), publié à partir du 15 octobre 1876 dans Le Petit Parisien
- La Dame d'Auteuil (1878)
- La Vie à outrance (1878)
- Histoire des bagnes depuis leur création jusqu'à nos jours, (1878) en deux tomes
- Le Courrier de Lyon  (1879)
- Le Fer rouge (Dentu - 1879)
- L'Inconnu de Belleville (1879), sous forme de roman-feuilleton dans le Petit Parisien à partir du 1er décembre 1879
- Les Compagnons noirs (1880)
- La Vertu de Charbonnette (1880)
- Les Mansardes de Paris (1880)
- Les Nuits du boulevard (1880)
- Un duel à mort (1880)
- La Vivandière des zouaves (Calmann-Lévy, 1880), réédition (Calmann-Lévy 1909), collection "65 centimes")
- Histoire des conspirateurs anciens et modernes (1881), en collaboration avec Constant Guéroult
- L'Inconnu de Belleville (Dentu 1881), réédition 2013, Les Moutons électriques éditeurs, préface d'Alexandre Mare.
- La Petite Bourgeoise (Dentu 1881)
- Maman Rocambole (1881)
- Blanchette ( Dentu 1882 )
- La Recluse (1882)
- Les Drames de la bourse (1882)
- La Belle Diane (Dentu 1883)
- Poste restante (Nouvelle dans ouvrage collectif 47 Chaussée d'Antin, Dentu, 1886)
- Les Deux Robinsons (1887)
- La Chambre rouge (Plon 1887)
- Les Dimanches de Risette (Nouvelle dans ouvrage collectif Pique-Nique, Dentu, 1887)
- La Fille des camelots (Rouff 1888)
- L'Enfant du pavé (Dentu 1888)
- La Duchesse d'Alvarès (1889)
- Les Deux bohêmes (Nouvelle dans ouvrage collectif Les Compagnons de la Plume, Dentu, 1890)
- Le Crime de la rue Monge (Dentu 1890)
- Seuls (1891)
- Les Nuits de Paris (s. d.)